# Pure Grinding
"Pure Grinding" é uma canção lançada pelo DJ sueco Avicii, com vocais não credenciados de Kristoffer Fogelmark e Earl St. Clair, lançado pela gravadora PRMD em 28 de agosto de 2015. A canção é o terceiro single (lançado respectivamente com "For a Better Day") de seu segundo álbum de estúdio Stories, e no seu EP, Pure Grinding / For a Better Day. 
Foi escrito por Tim Bergling (Avicii) com Kristoffer Fogelmark, Albin Nedler e Earl Johnson. A música foi anteriormente vazada na internet com o título "Nothing to Lose". A canção faz parte da trilha sonora oficial do game Need for Speed (2015). Um videoclipe para canção foi lançado em 3 de setembro de 2015.

## Faixas
| N.º | Título          | Duração |  |
| 1.  | "Pure Grinding" | 2:51    |  |

## Tabelas musicais
| Tabela (2015)                                     | Melhor posição |
| ------------------------------------------------- | -------------- |
| Alemanha (Offizielle Deutsche Charts)             | 94             |
| Áustria (Ö3 Austria Top 75)                       | 71             |
| Estados Unidos (Billboard Dance/Electronic Songs) | 30             |
| Suécia (Sverigetopplistan)                        | 19             |